# Knack II
Knack II é um jogo eletrônico de ação e plataforma desenvolvido pela SIE Japan Studio e publicado pela Sony Interactive Entertainment exclusivamente para o PlayStation 4. É a sequência do jogo de 2013, Knack, e foi lançado globalmente em setembro de 2017.

## Jogabilidade
Knack II é um jogo de ação e plataforma em que os jogadores controlam o personagem epônimo Knack. Knack é capaz de realizar movimentos como perfurar, chutar, mudar de tamanho, desviar de projéteis utilizando um escudo e outras habilidades de combate. Ele também possui um sistema de árvore de habilidades onde os jogadores podem atualizar as habilidades de Knack ao colecionar Relic Energy encontrada através dos níveis. O jogo também pode ser jogado em modo cooperativo.

## Desenvolvimento e lançamento
Knack II foi anunciado em 3 de dezembro de 2016, durante o evento PlayStation Experience. O jogo está sendo desenvolvido pela SIE Japan Studio. Marianne Krawczyk, uma roteirista dos jogos da série God of War, juntou-se à equipe de desenvolvimento para escrever o roteiro da história de Knack II. O jogo foi lançado em 5 de setembro de 2017. Uma demonstração gratuita foi lançada em 29 de agosto de 2017 na loja do PlayStation, permitindo que os jogadores experimentassem o nível do mosteiro, tanto em modo de um jogador quanto em cooperativo.

## Recepção
Knack II recebeu críticas "mistas ou médias", de acordo com o Metacritic. O jogo foi amplamente considerado como uma melhoria em relação ao seu antecessor.